# Emil Bergkvist
Emil Bergkvist (17 juni 1994) is Zweeds rallyrijder. Hij was de JWRC-kampioen van 2018 en in 2015 werd hij kampioen in het Europees kampioenschap rally bij de Juniors met een Opel Adam R2 van het ADAC Opel Rallye Junior Team.

## 2010-2014
Bergkvist startte zijn rallycarrière in 2010; hij reed in die periode merendeels in Zweden. In 2014 reed hij ook mee in een Opel-klassement in Duitsland, gemengd met een Zweeds programma.

## ERC 2015
In 2015 was Bergkvist als 21-jarige een vaste rijder bij Opel. Hij was voor dat team actief in het Europees kampioenschap rally en streed mee voor het juniorklassement met een Opel Adam R2 van het Opel Junior Team. Hij startte zijn seizoen in de rally van Liepāja en reed daar naar een 7e plaats, meteen goed voor een eerste plaats in het klassement. Daarna reed hij in Groot-Brittannië naar een 10e plaats, en in Portugal een 19e plaats. Daarna was de Rally van Ieper 2015 aan de beurt maar daarin kwam  Bergkvist niet aan door een mechanische probleem. In Estland reed hij naar een 11e plaats en in Tsjechië een 16e plaats. Zijn laatste ERC wedstrijd was in Zwitserland waar hij startte met een R5 wagen, een Peugeot 208 T16 van het Saintéloc Junior Team. Daar reed Bergkvist naar een 4e plaats. Met 147 punten werd hij Europees Junior Kampioen, 43 punten voor op achtervolger Ralfs Sirmacis. In 2015 reed hij ook zijn eerste WRC rally in Duitsland met Opel maar daar strandde hij op een 32e plaats. In België startte hij ook in de rally van Wervik als training op de rally van Ieper.

## WRC 2016-2019
In 2016 reed Bergkvist meer WRC rally's. Zijn seizoen startte in de Rally van Zweden en eindigde met een 17e plaats in een Citroën DS3 R5. Dan kwam de WRC Rally van Portugal maar daarin had hij mechanische problemen, net als in de volgende WRC rally in Polen. Vanwege een smal budget was zijn laatste WRC rally dat jaar in Finland en daarin behaalde hij een 51e plaats. Hij startte tweemaal in België, onder meer in de Omloop van Vlaanderen (3e plaats) en daarna in de Condroz Rally (niet gefinisht). Zijn R5 wagen werd dat seizoen geleverd door JM Motorsport.
Ook in 2017 reed Bergkvist in het WRC met een Citroën DS3 R5. Zijn seizoen startte in de Rally van Monaco waar hij naar een 17e plaats reed. Die 17e plaats wist hij ook te behalen in de Rally van Zweden, zijn thuisrally. Daarna was de Rally van Corsica aan de beurt waarin hij een 32e plaats reed, mede door tijdstraffen die hij had gekregen. In de Rally van Portugal moest Bergkvist opgeven door een mechanisch probleem. 
Naast het WRC reed Bergkvist in 2017 ook andere rally's onder meer enkele rally's in Zweden (de Rally Bilmetro (7e plaats) en de Slottssprinten Rally (7e plaats) in een Volkswagen Golf 3. Ook reed hij in Duitsland de rally in Thüringen met een nieuwe co-piloot Ola Floene. Hij behaalde daar een 3e plaats in een Peugeot 208 T16. In de Rally van Duitsland behaalde hij een 19e plaats. Daarna reed hij nog een rally in Duitsland in Niedersaschen, eveneens in een Peugeot 208 T16. Zijn laatste rally dat seizoen was de Rally van Groot-Brittannië, waarin hij startte met een Citroen DS3 R5.
In het seizoen van 2018 deed Bergkvist mee aan het Junior WRC-kampioenschap met een Ford Fiesta R2T, zijn vaste copiloot bleef Ola Fløene. In Zweden wist hij plaats 24 te behalen en was daar mee tweede in zijn categorie. De rally van Corsica in Frankrijk behaalde Bergkvist een algemene 22e plaats, wat hem een derde plaats opleverde in het juniorkampioenschap. Vanaf de WRC rally van Portugal reed Bergkvist opnieuw met Joakim Sjöberg. In die rally was hij 34e in de stand en vijfde plaats voor zijn klassement. Bergkvist wist in 2018 ook het JWRC-kampioenschap te behalen.
Bergkvist startte in het seizoen van 2019 in de rally van Zweden met een Ford Fiesta R5, met een 14e plaats algemeen zette hij een mooi eindplaats neer. Later startte hij ook nog in de rally van Portugal. Daar deed hij het nog beter en kwam hij op een 10e plaats in het algemeen klassement terecht.

## Testrijder
Bergkvist is een testrijder voor de Audi A1 Quattro, een wagen ontwikkeld door gewezen DTM- en rallycrosskampioen Mattias Ekström en zijn team EKS. De rallyauto werd voor het eerst gebruikt in een rally voor het kampioenschap van Sweden, Bergkvist reed er met de wagen naar een dertiende plaats.